# Le Tilleul-Othon
Le Tilleul-Othon foi uma antiga comuna francesa na região administrativa da Normandia, no departamento de Eure. Estendia-se por uma área de 4,68 km². Em 2010 a comuna tinha 381 habitantes (densidade: 81,4 hab./km²).
Em 1 de janeiro de 2018, passou a formar parte da nova comuna de Goupil-Othon.